# Castelnuovo (Assisi)
Castelnuovo is een plaats (frazione) in de Italiaanse gemeente Assisi.